# Den klassiska dramaturgiska modellen
Den klassiska dramaturgiska modellen är en teoribildning - med ursprung ur det antika, grekiska dramat -  som beskriver hur ett drama ska byggas upp. En absolut majoritet av all västerländsk teater och film följer mer eller mindre medvetet denna modell. Dramaturgi är konsten att berätta en handling så att den fängslar publiken. Den används ofta i film, teater, romaner, datorspel och serietidningar. 

## Modellens delar
1. Anslag = Förväntningar väcks, huvudkonflikt anas, framåtrörelsen inleds.
2. Presentation = Fakta kring huvudkonflikten, sammanhangen kring huvudpersoner, samt en översikt över huvudpersonen/huvudpersonerna.
3. Fördjupning = Huvudpersoner och eventuella antagonister presenteras mer ingående (drivkrafter, svaga/starka sidor) konfliktens bakgrund utvecklas, sympati/avsky väcks.
4. Upptrappning = Tempot ökar, konflikter trappas upp.
5. Klimax = Konflikten/konflikterna avgörs, det utlovade anslaget infrias, presentationen och fördjupningen bekräftas, upptrappningen når sin kulmen.
6. Avrundning = Lugnet efter stormen, publiken får ta del av huvudpersonernas känslor – sorg eller triumf, eventuellt sidokonflikter reds ut, personliga relationer reds ut eller bryts.
7. Berättelsens premiss = Historiens utgångspunkt, berättelsens budskap, till exempel "Brott lönar sig aldrig".
8. Överraskningar = Saknas någon del i den dramaturgiska modellen? Är premissen oväntad eller tvetydig? Har författaren behandlat någon del i modellen på ett nytt sätt?

Exempel: Hjälten dör, skurken gifter sig med hjältinnan, berättelsens förmodade klimax följs av dess egentliga klimax, avrundningen uteblir, klimax uteblir, någonting som har utlovats i modellens tidigare delar stämmer inte.

## De tre enheterna
De tre enheterna är ett dramaturgisk begrepp som kommer från strukturen på teatern under 1600-talets Frankrike, det vill säga under den så kallade franskklassicismen. Det innebär att ett drama ska utspela sig på en plats (rummets enhet), under ett dygn (tidens enhet) och ha endast ett händelseförlopp (handlingens enhet). Strindbergs Fadren är ett exempel på ett drama som följer de tre enheterna.